# 줄리아나 마걸리스
줄리아나 마걸리스(영어: Julianna Margulies 줄리애나 마귤리스[*], 영어 발음: /ˈmɑːrɡjʊliːs/, 1966년 6월 8일 ~ )는 미국의 배우이다.
조연으로 출연한 드라마 《ER》(1994-2009)로 1995년 제47회 프라임타임 에미상과 1998년 제4회, 1999년 제5회 미국 배우 조합상의 드라마 부문 여우조연상을 받았다. 주연을 맡은 CBS 드라마 《굿 와이프》(2009-16)로 2010년 제67회 골든 글로브상과 2011년 제63회, 2014년 제66회 프라임타임 에미상의 드라마 부문 여우주연상을 수상했다.
2021년부터 애플 TV+ 드라마 《더 모닝쇼》(2019-현재)에 출연 중이다.

## 출연 작품

### 텔레비전
- 제시카의 추리극장 (1993)
- 로앤오더 (1993)
- ER (1994-2000, 2009)
- 새터데이 나이트 라이브 (2000)
- 히틀러: 악의 탄생 (2003)
- 스크럽스 (2004)
- 로스트 룸 (2006)
- 소프라노스 (2006-07)
- 굿 와이프 (2009-13)
- 세서미 스트리트 (2010)
- 빌리언스 (2020)
- 더 모닝쇼 (2021-현재)

### 영화
- 복수무정 2 (1991)
- 파라다이스 로드 (1997)
- 뉴튼 보이즈 (1998)
- 다이너소어 (2000) - 목소리
- 에블린 (2002)
- 고스트 쉽 (2002)
- 못 말리는 다윈 X파일 (2006)
- 스네이크 온 어 플레인 (2006)
- 시티 아일랜드 (2009)
- 멋진 녀석들 (2012)
- 디 업사이드 (2017)